# Nave di Hjortspring

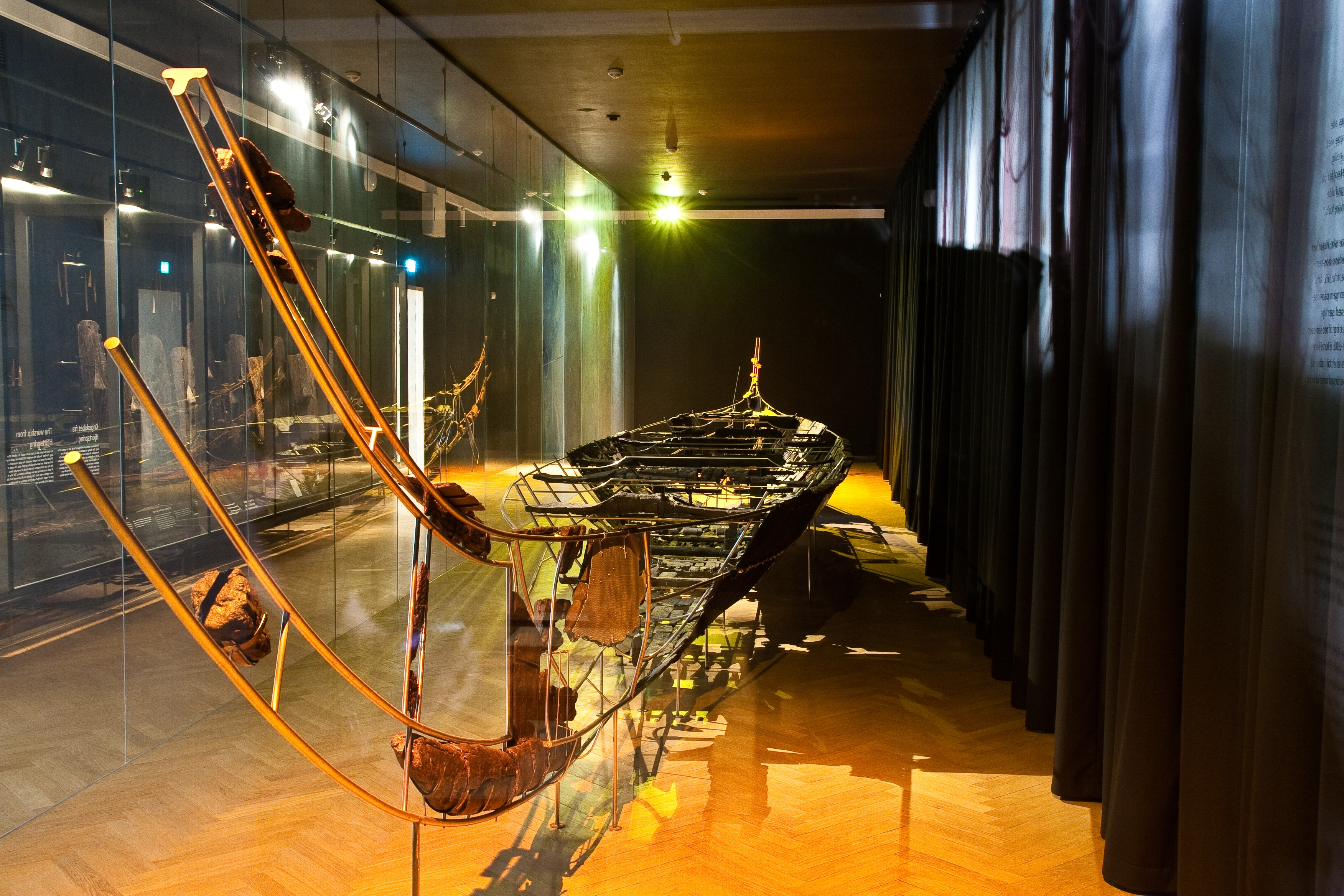
L'esposizione della nave di Hjortspring, nel Museo nazionale danese

La nave di Hjortspring è una nave scandinava risalente all'età del ferro pre-romana. Venne rinvenuta in uno scavo archeologico ad Hjortspring Mose nell'isola di Als (Sønderjylland) nel 1921-22.

## Descrizione
Si tratta di una barca in legno lunga 21 metri all'esterno, 13 all'interno e larga 2 metri. C'era spazio per una ciurma di 22–23 uomini che spingevano la barca tramite pagaie. Venne costruita attorno fra il 400 a.C. e il 300 a.C..
Questa barca rappresenta la più antica nave scandinava in legno ed è molto simile alle migliaia di navi raffigurate nelle incisioni rupestri dell'età del bronzo scandinava. Al momento del ritrovamento conteneva numerose armi: 131 scudi di tipo celtico, 33 ottimi elmi artigianali, 138 punte di lancia in ferro, 10 spade in ferro e i resti di una cotta di maglia. Per questo il suo affondamento è stato interpretato come un voluto sacrificio di guerra.

## Tecniche di costruzione

Schizzo della 'nave di Hjortspring' danese del 400-300 a.C.. Venne costruita oltre 1400 anni prima che le navi vichinghe apparissero in Scandinavia

L'imbarcazione è costituita da cinque tavole, con una tavola centrale più stretta e ricurva che funge da fondo e due tavole su ciascun lato che fungono da assi. Le tavole sono unite da corde che passano attraverso i fori delle tavole e si sovrappongono leggermente, per cui questa disposizione può essere considerata il primo esempio di fasciame. L'interno è irrigidito da tavole fissate al tavolato con corde che passano attraverso tenditori incorporati nel tavolato, il quale viene scavato intorno ad esse, il che richiede un'enorme quantità di lavoro.
Questa struttura biforcuta aveva probabilmente la funzione di trimmer, proteggendo lo scafo da onde troppo forti, e di stabilizzatore.
La costruzione è estremamente leggera - il fasciame non supera i tre centimetri di spessore e i telai sono appena più di rami di nocciola - ma è anche estremamente flessibile, poiché i telai non sono fissati in modo troppo rigido. Il risultato è un'imbarcazione flessibile che tende ad abbracciare l'onda piuttosto che combatterla, rendendola più robusta. Queste caratteristiche si ritroveranno secoli dopo nelle imbarcazioni vichinghe. D'altra parte, l'assenza di chiglia e la ristrettezza dello scafo rendono questa imbarcazione facile al rollio, rendendola più adatta alla navigazione costiera.
Era spinta da pagaie e governata da un remo a ciascuna estremità, che fungeva da timone. Questa imbarcazione, come le future navi vichinghe, è simmetrica e può invertire la prua senza girare, il che rappresenta un vantaggio decisivo in combattimento e, più in generale, durante le manovre.